# Tisno

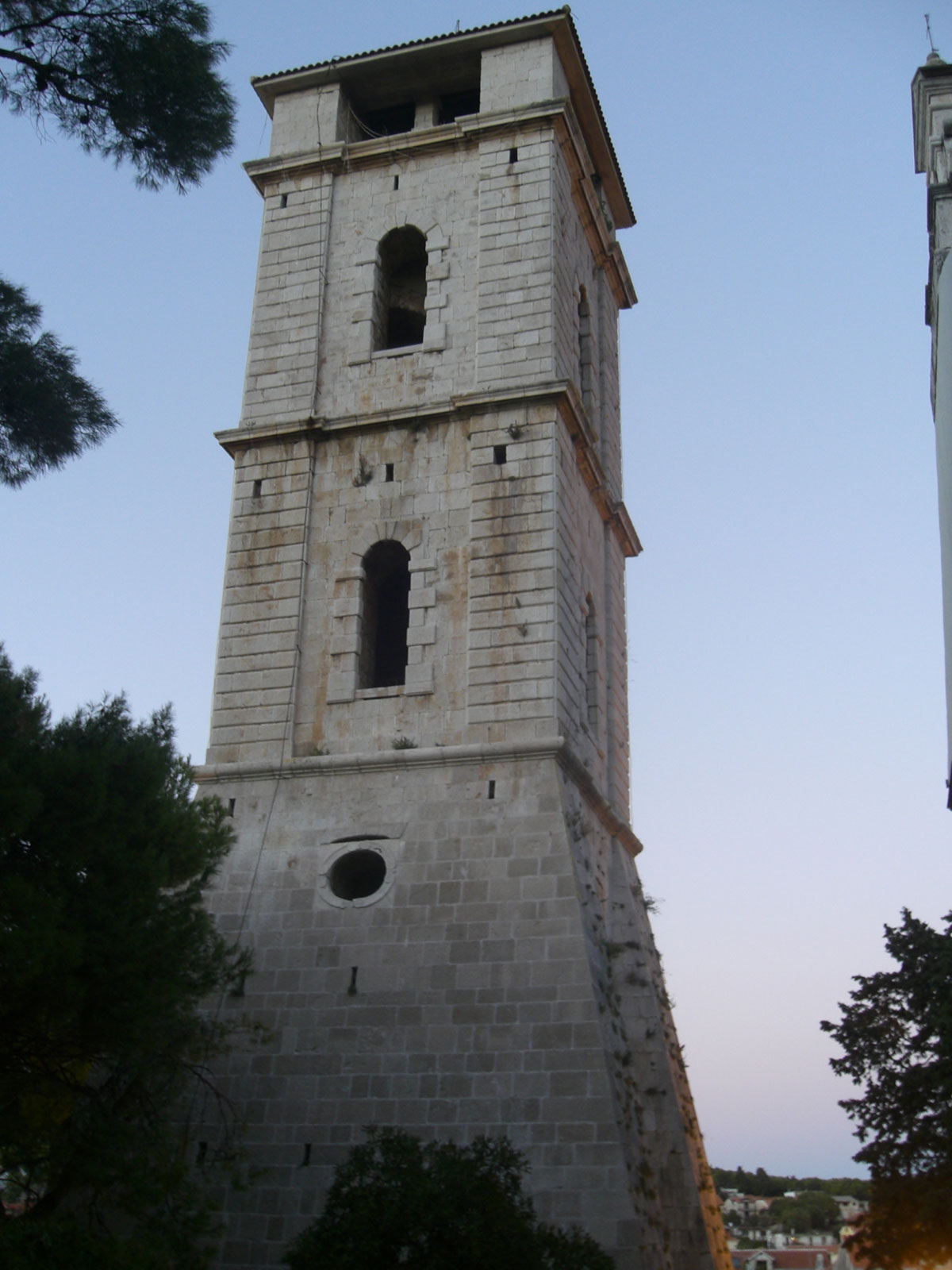
Kerktoren in Tisno

Tisno (Italiaans: Stretto) is een gemeente in de Kroatische provincie Šibenik-Knin.
Tisno telt 3239 inwoners. De oppervlakte bedraagt 67,03 km², de bevolkingsdichtheid is 48,3 inwoners per km².
Steden (gradovi): Šibenik · Drniš · Knin · Skradin · Vodice

Gemeenten (općine): Bilice · Biskupija · Civljane · Ervenik · Kijevo · Kistanje · Murter-Kornati · Pirovac · Primošten · Promina · Rogoznica · Ružić · Tisno · Tribunj · Unešić